# مورچه‌مرغ باریک
مورچه‌مرغ باریک (نام علمی: Rhopornis ardesiacus) یک گونه پرنده در حال انقراض از تیرهٔ مورچه‌مرغان (Thamnophilidae) ر سردهٔ تک‌نماد Rhopornis است. بومی جنگل‌های خشک در ارتفاعات ۱۰۰–۱٬۰۰۰ متر (۳۳۰–۳٬۲۸۰ فوت) در باهیا و میناس گرایس در برزیل است. از دست دادن زیستگاه آن را تهدید می‌کند. این مورچه‌مرغ دم نسبتاً بلند حدود ۱۹ سانتیمتر (۷٫۵ اینچ) در طول دارد. هر دو جنس خاکستری با خطوط سیاه و سفید روی بال‌ها و چشمان قرمز هستند. گلوی نر سیاه و گلوی ماده دارای گلوی سفید و تاج قهوه‌ای است.